# Чайлд, Фрэнсис Джеймс
Фрэнсис Джеймс Чайлд (1 февраля 1825, Бостон, Массачусетс — 11 сентября 1896, Бостон, Массачусетс) — американский учёный, педагог, фольклорист, более всего известный как собиратель коллекции народных песен, получившей название «Баллады Чайлда». Чайлд был профессором риторики и ораторского искусства в Гарвардском университете, где он выпустил несколько изданий сборников английской поэзии, впоследствии ставших весьма авторитетными. В 1876 году он был назначен первым профессором Гарвардского университета в области английского языка; эта должность позволила ему сосредоточиться на научных исследованиях. Именно в это время он начал работу над Балладами «Чайлда».
«Баллады Чайлда» были опубликованы в пяти томах между 1882 и 1898 годами. Они представляют собой значительный вклад в изучение английской народной поэзии.

## Биография
Фрэнсис Джеймс Чайлд родился в Бостоне, штат Массачусетс. Его давний друг, ученый и социальный реформатор Чарльз Элиот Нортон, описал отца Чайлда как «одного из тех умных и независимых механиков [то есть квалифицированных мастеров], которые сыграли большую роль в развитии нашего демократического характера».
Семья Фрэнсиса была бедной, но благодаря системе бесплатных государственных школ Бостона мальчик получил образование в средних школах Бостона. Там его талант привлек внимание директора латинской школы Эпеса Сарджента Диксвелла. Он позаботился о том, чтобы многообещающему юноше была предоставлена стипендия для учёбы в Гарвардском университете.
В Гарварде «Фрэнк» (прозванный «Коротышкой» из-за своего невысокого роста) отличился во всех классах, а также он много читал вне учёбы для собственного удовольствия. Несмотря на то, что Чайлд был застенчивым, он вскоре был признан «лучшим писателем, лучшим оратором, лучшим математиком и самым опытным человеком в области общей литературы».
Фрэнсис стал чрезвычайно популярен благодаря своим знаниям. Он получил высшее образование в 1846 году, превзойдя свой класс по всем предметам, и был выбран коллективом оратором своего выпускного класса (между прочем из шестидесяти человек). По окончании школы Чайлд был учителем математики в Гарварде, а в 1848 году был переведен на репетиторство по истории.
В 1848 году Фрэнсис опубликовал критически аннотированное издание (первое в Америке) «Четыре старых пьесы раннего английского Возрождения». Хотя в то время в Америке не было аспирантуры, ссуда от благотворителя Джонатана И. Боудитча, (которому была посвящена книга), позволила Чайлду взять отпуск для выполнения своих преподавательских обязанностей, чтобы в дальнейшем продолжить жизнь в Германии. Там Чайлд изучал английскую драму и германскую филологию в университете Геттингена и в Университете Гумбольдта, Берлин.
В 1851 году, в возрасте 26 лет, Чайлд сменил Эдварда Т. Ченнинга на посту профессора риторики и ораторского искусства в Бойлстоне в Гарварде. Эту должность он занимал до назначения профессором Адамса Шермана Хилла в 1876 году.
В течение двадцати пяти лет Чайлд был профессором риторики в Гарварде. Он взял на себя редакторский надзор за публикацией 130-томного сборника произведений британских поэтов, многие из которых ранее были недоступны для читающей публики. Пять томов произведений Эдмунда Спенсера (Бостон, 1855 г.) и английских и шотландских баллад (в восьми небольших томах, Бостон, 1857—1858 гг.) Фрэнсис Джеймс редактировал сам.
Фрэнсис Джеймс Чайлд планировал критическое издание произведений Чосера, но вскоре он понял, что это невозможно сделать, поскольку был доступен только один ранний (и ошибочный) текст. Поэтому Фрэнсис написал трактат, аккуратно озаглавленный как «Замечания о языке Чосера», опубликованный в «Мемуарах» Американской академии искусств и наук (1863 г.), с целью сделать такое издание возможным.
Лингвистические исследования Джеймс Фрэнсиса в значительной степени ответственны за то, как сейчас в целом понимаются Чосеровская грамматика, произношение и сканирование. Однако крупнейшее начинание Чайлда выросло из оригинального тома «Английские и шотландские баллады» в его серии «Британские поэты». Материал для этого тома в основном был заимствован из текстов ранее опубликованных книг. При составлении этой работы он понял, что рукопись «Реликвий Перси», из которой было взято большинство этих текстов, недоступна для всеобщего ознакомления, и Фрэнсис приступил к исправлению этой ситуации.
В 1860-х годах Чайлд энергично выступал за общественную поддержку, чтобы дать возможность «обществу раннего английского текста», основанного филологом Фредериком Джеймсом Ферниваллом, получить копию Фолио Перси и опубликовать её. Это они и сделали в 1868 году. Затем Чайлд и Фернивалл основали общество «The Ballad» с целью публикации других важных сборников ранних баллад, таких как сборник Сэмюэля Пеписа.